# 弗朗西丝·珀金斯
弗朗西丝·科拉利娅·珀金斯（英語：Frances Coralie Perkins，1882年4月10日—1965年5月14日），美国政治家，民主党人，曾任美国劳工部长（1933年-1945年）。她是美国第一位女性内阁成员。

## 生平
在二次大戰爆發前，曾說服美國總統小羅斯福放寬移民制度，拯救歐洲的猶太難民，但沒有成功。但在1938年11月成功說服小羅斯福將幾千名已在美國境內的德國猶太訪客延長臨時簽證的時間。